# Răcăciuni
Răcăciuni est une commune du județ de Bacău en Roumanie.